# Euphyia baltica
Euphyia baltica là một loài bướm đêm trong họ Geometridae.